# Архитектура Древней Греции
Древнегреческая архитектура заложила основу европейской и служила примером для архитекторов всего мира. К наиболее древним крито-микенскому, догомеровскому и гомеровскому периодам развития древнегреческой истории и архитектуры относятся развалины Кносса и Феста на Крите, ряда городов кикладской культуры на островах, циклопические мегалитические кладки Тиринфа, стен в Элевсине и Дельфах, так называемые «сокровищницы» Менелая близ Амикл и Мациаса близ Орхомена, упоминаемые еще Павсанием, и др. Развалины древних Микен и относящиеся ко 2-му тысячелетию до н. э. отдельные памятники в Аргосе, Олинфе, Орхомене и в ряде других городов относят обычно к микенскому времени. Примечательно, что раскопанные в последние годы на Кикладах города, принадлежавшие Критской и Элладской культурам, имели мощеные улицы и хорошо спроектированные двухэтажные в основном дома с развитыми в ремесленном отношении конструкциями окон и дверей, превосходившими позднейшие микенские и греческие бытовые постройки.

## Основные периоды греческой архитектуры

### Архаический период(VII в. до н. э.до времёнПисистрата(530 до н. э.))
Прошёл в отношении зодчества в выработке основных принципов и форм. К периоду архаики относится частично сохранившийся Алтарь двенадцати богов - центральная постройка афинской Агоры, от которого в дальнейшем измерялись расстояния и протяженность дорог, а также ограждение и фундаменты статуй эпонимов и фундамент круглого здания Толоса там же.
На Акрополе Афин интересен также фундамент разрушенного персами и не восстановленного по религиозным причинам храма Афины.
Восстановленная сокровищница афинян в Дельфах — яркий пример дорического храма «в антах» периода архаики.

### Раннеклассический период (530 до н. э.—470 до н. э.)
Дошедшие до нас развалины сооружений второго периода удостоверяют, что главную его черту составляло постепенное освобождение греческой архитектуры от чужеземного влияния, претворение элементов, занесённых из Азии и Египта, в формы, соответствующие духу народа и условиям его религиозных воззрений и обрядов. Почти все постройки в этом периоде — дорического стиля, сначала тяжёлого и малоизящного, но потом делающегося более лёгким, смелым и красивым. Из храмов этой эпохи, находившихся в самой Греции, можно указать на храм Геры в Олимпии, храм Зевса в Афинах, храм Аполлона в Дельфах (одно из самых знаменитых и роскошных святилищ древней Греции) а так же храм Афины Паллады на острове Эгине, получивший в новейшее время громкую известность по скульптурным группам, украшавшим его фронтоны и хранящимся ныне в мюнхенской глиптотеке. Гораздо многочисленнее древнедорические храмы в Сицилии и Южной Италии, где в эту пору существовали богатые греческие колонии. В Сицилии насчитывается свыше 20-ти колоссальных памятников этого рода, а именно в Селинунте, Акраганте (Агридженто); Сиракузах и Эджесте (Сегесте). Храм Посейдона в Пестуме близ Амальфи — одно из наиболее уцелевших и изящных сооружений рассматриваемой эпохи; к ней относятся в той же местности остатки храма Деметры в Пестуме и так называемая Базилика в Пестуме. Наконец, к этой эпохе должен быть причислен храм Артемиды в Эфесе, считавшийся одним из чудес света, сожжённый Геростратом, возобновлённый при Александре Македонском и исследованный английским археологом Вудом.  
В области регулирования строительства известны описанные Аристотелем ограничения, введенные афинским тираном Писистратом, на строительство в узких улицах балконов и пристроек к частным домам, которые и в классический период строились обычно из сырцового кирпича и имели очень толстые и массивные стены, что не мешало городским ворам пробывать их глиняную массу. Глиняные кирпичики в деревянных прямоугольных формах сохли много дней до полного затвердевания. 
Городской частный дом имел до трех этажей и перекрывался обожженной черепицей, а также имел мужскую и женскую части. Последняя располагалась преимущественно на втором этаже. Главные двери и ворота во двор были обязательно двустворчатыми и открывались всегда вовнутрь. Окна, согласно рисункам на вазах, располагались высоко и перекрывались деревянными балками, имели подоконники и боковые опоры.  
На перекрестках и у ворот традиционно выставлялись гермы - статуи или знаки покровителя дорог и путников Гермеса с обозначениями головы и мужской принадлежности.

### Классический период(470 до н. э.—338 до н. э.)
В течение третьего периода, то есть в самую блестящую пору греческого искусства, дорический стиль или дорический архитектурный ордер, продолжая быть господствующим, делается легче в своих формах и смелее в их сочетании. Ионический стиль или ордер входит все в большее и большее употребление и, наконец, постепенно начинает использоваться коринфский ордер или архитектурный стиль. В собственной Греции храмы становятся более благородными и гармоничными как по общему своему характеру, так и по пропорциональности отдельных частей; в малоазийских колониях зодчие заботятся о роскоши материала, форм и украшений; тогда как в Сицилии, где архитектура продолжает вращаться в дорических элементах, строители стараются поражать колоссальностью сооружений. Вместо известкового камня и песчаника для построек употребляется мрамор, доступный более тонкой обработке и потому способствующий большей деликатности и изяществу орнаментировки. Храм Тесея в Афинах, воздвигнутый в начале третьего периода, составляет одно из замечательнейших произведений доризма, смягчившегося в Аттике. Почти одновременно с ним явились ещё два памятника, гармоничностью своих пропорций обличающие в их исполнении аттическое понимание ионического стиля, а именно маленький храм в Илиссе (теперь разрушенный) и Храм Ники Аптерос (Ники Бескрылой) при входе в афинский Акрополь. Кипучей строительной деятельностью было ознаменовано в Афинах правление Перикла. При нём на месте древних святилищ акрополя, уничтоженных персами, вырос прежде всего великолепный храм богини — покровительницы города, Парфенон, воздвигнутый архитекторами Иктином и Калликратом и обильно украшенный скульптурными работами Фидия и его учеников. Постройка этого храма ещё не была окончена, когда началось сооружение так называемых Пропилеев — торжественных ворот акрополя, в которых архитектор Мнезикл сумел прекрасно сочетать дорический стиль с ионическим, применив первый к фасаду, а второй — к внутренней колоннаде. Блестящие успехи зодчества в Афинах оказали сильное влияние на строительную деятельность в других местах Аттики и Пелопоннеса. Так, под руководством одного из архитекторов Парфенона, Иктина, были воздвигнуты роскошный храм Деметры и храм Эпикурейского Аполлона в Бассах (в Фигалейе, в Аркадии). К той же поре относится сооружение храма Зевса в Олимпии, знаменитого по своим скульптурным украшениям, в особенности же по колоссальной статуе отца богов, исполненной Фидием.
Активно развивается градостроительство и фортификация. После греко-персидских войн афиняне под руководством Фемистокла построили Длинные стены, обезопасившие город и порт от угрозы спартанских вторжений. В третей четверти 5-го в. до н.э. приглашенный в Афины архитектор Гипподам Милетский и афинянин Метон, спроектировали новый геометрически правильный "регулярный" план и проект порта Пирей, за что были подвергнуты сатирической критике в известной комедии Аристофана: "Я - землемер Метон, известный всей Элладе и в окрестностях." Проект предусматривал не только гавани, рынок, улицы и площади, но и особое здание для рекламы новых товаров и казармы для флота. Гипподамова система послужила основой планировки города Родоса около 404 г. до н.э., части Сиракуз и многих других городов античности. Планировка и постройка новых городов и городских районов приобрели особый размах в период походов Александра Великого и в период эллинизма.
В конце V в. до н.э. получил распространение обычай расписывать помещения в богатых частных домах, до этого только покрывавшиеся известкой. Отдельным видом построек стали городские фонтаны, имевшие крыши и служившие, если судить по вазописи, не только для забора воды, но и для принятия водных процедур. 

### Период эллинизма(338 до н. э.—180 до н. э.)
В течение четвёртого периода греч. искусства архитектура уже не обладала чистотой вкуса предшествовавшей эпохи. Под влиянием чувственности и изнеженности Востока, проникших в Элладу, художники и архитекторы заботятся главным образом о пышности и эффектности своих сооружений; повсюду господствует пристрастие к коринфскому ордеру; строятся здания гражданского характера — театры, дворцы и пр. Переход от прежнего направления к новому выражает собой храм Крылатой Афины, построенный скульптором Скопасом в Тегее. Затем, из памятников четвёртого периода заслуживают внимания храм Зевса в Немее и несколько небольших, но чрезвычайно изящных сооружений в Афинах, в особенности хорагический памятник Лисикрата и так называемая Башня Ветров. Немало зданий, поразительных по своей роскоши, появилось в этот период в Малой Азии, в частности, знаменитый надгробный памятник карийскому царю Мавсолу (Мавзолей в Галикарнасе), храм Афины в Приене, построенный Пифеем, гигантский храм Феба Дидимского в Милете и величественный алтарь Зевса в Пергаме с превосходным скульптурным фризом, фрагменты которого перевезены в Берлинский музей.
К эллинистическому периоду относятся также многие театры и общественные здания и сооружения, развалины которых можно наблюдать по всему Средиземноморью. Спортивный стадион на Родосе — единственный из сохранившихся олимпийских стадионов, представляет особый интерес. Фундаменты большинства зданий первоначального ансамбля Афинской агоры, в том числе Булевтерий, Метроон, строение юго-западного фонтана частично или целиком относятся к этому периоду. Ансамбли площадей Керамика и Улицы треножников, ремесленные кварталы, монументальные надгробные памятники, новые водопроводы в Афинах построены именно в этот период.
В период завоеваний Александра Великого были основаны, спроектированы и построены с нуля по гипподамовой системе Александрия Египетская и десятки других Александрий по всему пути завоевательных походов. Города имели собственные мощные укрепления, водопроводы, порты, прямоугольную планировку улиц и заранее намеченные места общественных и культурных сооружений, включая театры, склады и рынки. Согласно раскопкам, в этот период на агорах и около театров появились общественные туалеты, обычно представлявшие собой закругленные в плане помещения с многочисленными сидячими местами с отверстиями вдоль стен. 

### Период Римского владычества (180 до н. э. —90 до н. э.)
После того, как Греция подпала под власть Рима, архитектурная деятельность почти совершенно прекратилась в ней самой; но её художники и архитекторы, хлынувшие в вечный город, перенесли в него традиции своего отечественного искусства и много способствовали облагораживанию римского зодчества, хотя и должны были приноравливаться к напыщенному вкусу народа-победителя. Вообще в последний период своей истории греческая архитектура уже сливается с историей римского искусства. В Афинах дальнейший римский период строительства отмечен значительной активностью, особенно в районах старой и новой агоры, но это уже римская архитектура.